# Euphrasia altaica
Euphrasia altaica är en snyltrotsväxtart. Euphrasia altaica ingår i släktet ögontröster, och familjen snyltrotsväxter.

## Underarter
Arten delas in i följande underarter:
- E. a. altaica
- E. a. glabra